# Andrew Buchan
Andrew Buchan (Stockport, 19 februari 1979) is een Brits acteur.

## Biografie
Buchan werd geboren in Stockport en groeide op in Bolton. Hij doorliep het middelbaar onderwijs aan de Rivington and Blackrod High School in Horwich. Hierna studeerde hij in 2001 af met een bachelor of arts in moderne talen aan de Universiteit van Durham in Durham, hierna heeft hij gestudeerd aan de Royal Academy of Dramatic Art in Bloomsbury. Voordat hij als acteur begon werkte hij als gids bij de Granada Studios in Manchester.
Buchan begon in 2006 met acteren in de film If I Had You, waarna hij nog meerdere rollen speelde in films en televisieseries. Hij is het meest bekend van zijn rol als Mark Latimer in de televisieserie Broadchurch waar hij in 24 afleveringen speelde (2013-2017). Voor deze rol werd hij in 2013 beloond met de Crime Thriller Awards in de categorie Beste Acteur in een Bijrol.
Buchan is in 2012 getrouwd met actrice Amy Nuttall. Ze hebben twee kinderen. Ze verbraken de relatie eind 2022. Naast het Engels spreekt hij ook vloeiend Duits en Spaans.

## Filmografie

### Films
Uitgezonderd korte films.
- 2019 Intrigo: Samaria - als Henry
- 2018 The Mercy - als Ian Milburn
- 2017 All the Money in the World - als John Paul Getty II
- 2016 The Last Dragonslayer - als The Great Zambini
- 2016 Home - als Joe
- 2013 Still Life - als council manager
- 2013 Having You - als Jack
- 2010 Abroad - als Billy Marshall
- 2009 Nowhere Boy - als Fishwick
- 2007 The Deaths of Ian Stone - als Ryan
- 2006 If I Had You - als Marcus

### Televisieseries
Uitgezonderd eenmalige gastrollen.
- 2023 Carnival Row - als Mikulas Vir - 7 afl.
- 2023 Better - als Col McHugh - 5 afl.
- 2022 This England - als Matt Hancock - 6 afl.
- 2020-2022 Industry - als Felim Bichan - 5 afl.
- 2021 Cobra - als Chris Edwards - 5 afl.
- 2020 The Spanish Princess - als Thomas More - 8 afl.
- 2020 Alex Rider - als Ian Rider - 2 afl.
- 2019-2020 The Crown - als Andrew Parker Bowles - 4 afl.
- 2018 The ABC Murders - als Franklin Clarke - 3 afl.
- 2018 Genius - als Henri Matisse - 3 afl.
- 2013-2017 Broadchurch - als Mark Latimer - 24 afl.
- 2014 The Great Fire - als Thomas Farriner - 4 afl.
- 2014 The Honourable Woman - als Ephra Stein - 7 afl.
- 2009-2011 Garrow's Law - als William Garrow - 12 afl.
- 2011 The Sinking of the Laconia - als Thomas Mortimer - 2 afl.
- 2010 The Nativity - als Joseph - 4 afl.
- 2007-2009 Cranford - als Jem Hearne - 6 afl.
- 2008-2009 The Fixer - als John Mercer - 12 afl.
- 2007 Party Animals - als Scott Foster - 8 afl.
- 2006 Jane Eyre - als st. John Rivers - 2 afl.

### Computerspellen
- 2012 Fable: The Journey - als Finley
- 2011 Warhammer 40,000: Space Marine - als Dominus

- Gemeinsame Normdatei: 1021211982
- International Standard Name Identifier: 0000 0001 1813 2034
- Library of Congress Control Number: no2011035156
- MusicBrainz: 8b33c4fb-32e6-4553-ba84-7fab4b70de42
- Nederlandse Thesaurus van Auteursnamen: 332175537
- SNAC: w6905jm6
- Système universitaire de documentation: 192469959
- Virtual International Authority File: 169114174
- WorldCat: E39PBJvhtJ6BhbTVj8QMmFVXBP